# Pseudomisopates
Pseudomisopates je monotipski biljni rod iz porodice trpučevki. Jedina vrsta je španjolski endem P. rivas-martinezii'. , dio potporodice Antirrhinoideae. 

## Etimologija
Ime roda dolazi od grčkog pseudo, lažan, i Misopates, ime roda.

## Opis
Višegodišnja je biljka, dugog rizoma. Nadzemne stabljike od 20-40 cm, pri dnu drvenaste, s malim raštrkanim dlačicama. Listovi linearno-lancetasti, do 2-2,5 cm, dlakavi, oštri, s utorom. Cvjetovi su mali, ljubičasti s bjelkastim dijelovima, do 1,5 cm. Ovoidna čahura, s porama na gornjem dijelu.
Jednodomna biljka, vjerojatno alogamna. Predstavlja vrlo izraženo vegetativno razmnožavanje rizomima, čime nastaju opsežne sastojine gusto povezanih klonskih jedinki (rameti). Nadzemne stabljike nestaju zimi i ponovno niču u proljeće, iako neke ostaju. Cvatnja je heterogena, kako po mjesecu tako i po broju cvjetova (i do 1500 cvjetova kada je ramet veliki). Postotak plodnosti i broj sjemenki su izuzetno niski, što pobuđuje sumnju da pati od nekog problema u održivosti peludi/sjemenih primordija. Ispitana klijavost sjemena nije bila vrlo uspješna. Stabljike jede stoka, a cvjetove kukci.
Nedavne studije, temeljene na analizi sekvenci DNK, pokazuju da Pseudomisopates ima značajnu genetsku divergenciju i da je blisko povezan s Misopates i Acanthorrhinum, rodovima kojima je podređen.

## Stanište
Pojavljuje se u supra- i oromediteranskim šikarama i travama, na kiselim i siromašnim tlima tipa rankera (rankeri su tla razvijena na nevapnenačkom materijalu). P. rivas-martinezii prati vrste Genista cinerascens, Cytisus oromediterraneus, Festuca indigesta, F. elegans, Arenaria querioides, Linaria elegans, L. nivea, Trisetum ovatum, Arrhenatherum cartanum.
Kao sekundarno stanište raste i u pukotinama granitnih stijena. Kako je ovo vrlo uobičajeno stanište diljem Sierra de Gredosa, nije isključena pojava novih populacija.

## Distribucija
Rod je endem Pirenejskog poluotoka. Dvije otkrivene populacije nalaze se u pokrajini Avila. Onaj koji zauzima najveću površinu je u Sierra de la Paramera (La Serrota, Cepeda la Mora). Drugi, mnogo manje površine i broj jedinki, nalazi se na sjevernoj strani središnjeg masiva Sierra de Gredos, dijeli ih oko 20 km.
Populacije formirane od nekoliko klonskih jedinki, vrlo su guste i odvojene velikim nenaseljenim područjima. U nedostatku fizičke i genetske provjere, potvrđeno je da se sastoje od jedne ili nekoliko jedinki. Svake godine niču i cvjetaju, ali je postotak klijavosti sjemena vrlo nizak (0,08% u laboratoriju). Rameti stanovništva na sjevernoj strani Gredosa su snažniji i proizvode više cvjetova, ali njihova proizvodnja plodovza je izrazito niža od one u populaciji Serrota.

## Prijetnje
Broj klonova je očito vrlo nizak, iako nedostaje točna verifikacija (eksperimentalna studija), što bi moglo predstavljati ozbiljne probleme s održivošću. Niska proizvodnja plodova, slaba sposobnost klijanja, vjerojatno niska genetska varijabilnost, zauzimanje relativno malog područja, zajedno s jakim pritiskom biljojeda, ukazuju na to da se suočava s ozbiljnim problemima preživljavanja.

## Sinonimi
- Acanthorrhinum rivas-martinezii (Sánchez Mata) Fern.Casas & D.Sánchez; Fontqueria 20: 63 (1988)
- Misopates rivas-martinezii D.Sánchez; Candollea 43(1): 261 (1988)